# Агапєєва Ірина Дмитрівна
Агапєєва Ірина Дмитрівна (24 серпня 1980, Сімферополь, Крим) — сучасна українська письменниця. Лауреатка Німецького літературного конкурсу в номінації «Дитячі книжки».

## Біографія
Ірина Агапєєва народилася 24 серпня 1980 року в місті Сімферополі. Закінчила Кримський економіко-правовий інститут, за освітою юрист. Але юристом так і не працювала, одразу ж почала займатися літературою. 

Батько Агапєєв Дмитро Олександрович, фізик, вчений, автор енергетичної теорії та низки наукових робіт. Мати Агапєєва Ольга Володимирівна, біохімік. 
У 2014 році виїхала з Криму на материкову Україну.

Проводить презентації та зустрічі з читачами.

## Творчість
Пише гостросюжетні романи і художні біографії.

У 1999 році потрапила до Сімферопольського СІЗО за самозахист. Про перебування у тюрмі написала книжку “Троянди за колючкою. Сповідь про жіночу тюрму”, яка увійшла до фіналу конкурсу “Книга року ВВС” та посіла перше місце на Німецькому міжнародному літературному конкурсі "Краща книга року" в номінації гостросюжетна проза. 
Роман "Остров'янка. Ціна мрії" увійшов до фіналу конкурсу "Російська премія". Це роман про виживання, про силу духу і про те, як інтелект людини здатний подолати будь-які труднощі.
Перша книжка "Річка спогадів" стала лауреатом Німецького літературного конкурсу в номінації "Дитячі книги".
У 2017 році у Казахстані вийшла друком художня біографія Ляззат Ракішевої – президентки Суспільного фонду «Human rights lawyers» "Ляззат. Назустріч долі". Ця книжка послужила поштовхом для створення міжнародного фонду допомоги дітям, які постраждали від насильства. Гроші від продажу книжки йдуть в фонд. Книжка перекладена на чотири мови.
Отримала популярність та велику читацьку авдиторію завдяки публікації на Google Play. Була одною з перших, хто почав публікувати книжки у вигляді додатку для смартфона.
Більшу частину книжок продовжує публікувати на Google Books
Романи
- 2004 — Річка спогадів;
- 2009 — Мрія;
- 2010 — Від долі не втечеш;
- 2011 — Мрія. Шлях до щастя;
- 2012 — Троянди за колючкою. Сповідь про жіночу тюрму;
- 2014 — Прощавай, півострів!;
- 2016 — Остров’янка;
- 2017 — Ляззат. Назустріч долі;
- 2018 — Жіноче щастя;
- 2019 — Пекло;
- 2020 — Мрія. Завжди разом;
- 2021 — Дихання природи Vera;
- 2021 — Дихання природи Tabula Rasa.

## Нагороди
- 2017 — звання "Письменник року" на Всеукраїнському конкурсі “Кожен Спроможен”.
- Роман «Троянди за колючкою» перше місце на Німецькому міжнародному літературному конкурсі "Краща книга року" в номінації гостросюжетна проза.
- 2020 - “Троянди за колючкою” – фіналіст книжкового пітчингу “Book Pitch 2020” створеного Одеським кінофестивалем та Книжковим Арсеналом.